# شلومو بن عمي
شلومو بن عمّي أو شلومو بن عامي بالعبرية: שלמה בן עמי - (وُلد في أصيلة، المغرب، 17 يوليوز 1943)، مؤرخ واستاذ جامعي ودبلوماسي وسياسي إسرائيلي كبير. وُلد في المغرب سنة 1943 وهاجر إلى إسرائيل سنة 1956. درس تاريخ في جامعة تل أبيب واشتغل في الجامعة أستاذا للتاريخ وبقي عميدا لمدرسة التاريخ من 1982 ل 1986. تخصص في التاريخ الأسباني وفي سنة 1983 كتب سيرة ذاتية عن الجنرال بريمو دى ريفيرا General Primo de Rivera الذي حكم إسبانيا من 1923 ل 1930 وتُعتبر السيرة الذاتية أحسن عمل كُتب في الموضوع. اتجه شولومو لدراسات تواريخ إسرائيل والشرق الأوسط لكن ظل مهتما بتاريخ إسبانيا.
كان سفير لإسرائيل من 1987 ل 1991 في إسبانيا، وفي سنة 1996 انتخب عضوا في الكنيسيت الإسرائيلي ضمن قائمة حزب العمال. وفي 1999 عُين وزيرا للأمن الداخلي في حكومة ايهود باراك كمسئول عن الشرطة الإسرائيلية، وفي سنة 2000 أصبح وزيرا لخارجية إسرائيل. أصبح شلومو بن عمي اليوم نائبا لرئيس مركز توليدو الدولي للسلام Toledo International Centre for Peace وهو مركز عالمي من مبادئه المشاركة في منع اللجوء للعنف في المشاكل الدولية، وتدعيم السلام في إطار احترام حقوق الإنسان والقيم الديموقراطية.
من آخر مؤلفاته كتاب «خدوش الحرب، جراح السلام: التراجيديا الاسرائلية-العربية Scars of War, Wounds of Peace: The Israeli–Arab Tragedy» الذي نُشر في لندن سنة 2009 وصحح فيه معلومات عدة كما انتقد أخرى.
ساند شلومو بن عمّي حزب ماريتز الإسرائيلي في انتخابات الكنيست سنة 2009.

## من مؤلفاته
- The Origins of the Second Republic in Spain
- from Above: Dictatorship of Primo de Rivera in Spain
- Spain between Dictatorship and Democracy
- Anatomia de una Transición
- Italy between Liberalism and Fascism
- Quel avenir pour Israël
- Scars of War, Wounds of Peace: The Israeli-Arab Tragedy of peace

## روابط خارجية
- شلومو بن عمي على موقع IMDb (الإنجليزية)
- شلومو بن عمي على موقع مونزينجر (الألمانية)
- شلومو بن عمي على موقع إن إن دي بي (الإنجليزية)